# اليخاندرو سالازار
اليخاندرو سالازار (بالإنجليزية: Alejandro Salazar)‏ (18 فبراير 1984 يوجين الولايات المتحدة - ) هو لاعب كرة قدم أمريكي يلعب كلاعب وسط.